# Wiljan Bischew
Wiljan Bischew (bulgarisch Вилян Бижев, * 3. Januar 1993 in Sofia, Bulgarien) ist ein ehemaliger bulgarisch-US-amerikanischer Fußballspieler auf der Position des Stürmers.

## Jugend
Bischew wurde in der bulgarischen Hauptstadt Sofia geboren, wuchs jedoch in den Vereinigten Staaten im kalifornischen Fresno auf.

## Karriere

### Vereine
Bischew wurde im Juli 2011 für drei Jahre vom englischen Erstligisten FC Liverpool unter Vertrag genommen, nachdem er in Testspielen der U-18-Mannschaft überzeugen konnte.
Ende August 2011 unterzeichnete er einen Einjahresvertrag auf Leihbasis beim deutschen Zweitligisten Fortuna Düsseldorf. Seinen ersten Einsatz für die zweite Mannschaft der Fortuna in der Regionalliga West hatte Bischew am 10. September 2011 im Auswärtsspiel gegen den SC 07 Idar-Oberstein. Seinen einzigen Profieinsatz in Düsseldorf hatte er am 5. April 2012 bei einem Auswärtsspiel gegen Hansa Rostock.
Nach Abschluss der Saison 2011/12 kehrte er zunächst nach Liverpool zurück und wechselte im August 2012 auf Leihbasis bis zum Saisonende 2012 zum norwegischen Zweitligisten Start Kristiansand. Dort debütierte er am 23. September 2012 in der Adeccoligaen im Spiel gegen IL Hødd. Am Ende der Saison belegte er mit dem Verein den ersten Platz.
Im Januar 2013 kehrte er abermals nach Liverpool zurück. Danach wechselte er häufig den Verein und beendete seine aktive Karriere 2024 in den USA.

### Nationalmannschaft
Von 2010 bis 2012 kam Bischew zu insgesamt neun Einsätzen für die US-amerikanischen Nachwuchsteams der Altersklassen U-18 und U-20. Er spielte viermal für die bulgarische U-21-Nationalmannschaft.